# Мильен, Ашиль
Жан-Этьен-Ашиль Мильен (фр. Jean Étienne Achille Millien; 4 сентября 1838. Бомон-ла-Феррьер, Ньевр, Бургундия — Франш-Конте — 12 января 1927, там же) — французский поэт, фольклорист, этнолог. Представитель Парнасской школы.

## Биография
В 1860 году опубликовал свой первый сборник стихов «La Moisson».
Автор поэтических сборников «Жатва», «Сельские песни», «У нас», «На полях и дома», «Комендантский час» и др. Несколько раз был отмечен наградами Французской академии (1875, 1877). Произведения поэта неоднократно переиздавались.
Один из первых фольклористов, начавших систематически собирать народные песни, сказки и легенды своей родины (в окрестностях Ньевра). Осуществил значительную работу, результаты которой до сих пор в значительной степени не опубликованы.
Основатель ежемесячника «Ньеврский Журнал» (Revue du Nivernais), который просуществовал до 1910 года.

## Награды
- Орден Почётного легиона (1921)

## Избранная библиография
- Aux champs au foyer
- Chants agrestes
- Chez nous
- L’heure du couvre-feu
- La moisson
- Musettes et clairons